# 煩悩寺
『煩悩寺』（ぼんのうじ）は、秋★枝による日本の漫画。『コミックフラッパー』（メディアファクトリー）にて2008年5月号から2012年11月号まで連載された。不定期に掲載されていたが、2011年5月号にて毎号連載となる旨が告知された。
5年付き合った彼氏と別れたばかりの小沢美千代が、同じマンションに住む小山田善爾にトイレを借りたことから始まる、ちょっと変わった恋愛のお話。

## 登場人物
小沢 美千代（おざわ みちよ）
声 - 加藤英美里
5年付き合った彼氏と別れたことを原因とした自棄酒の結果、同じマンションに住む小山田にトイレを借りることになる。そのときに彼の一風変わった部屋――通称『煩悩寺』に遭遇し、気に入った彼女は彼の部屋をちょくちょく訪問するようになる。そのうち、小山田のことを段々と異性として意識するようになっていく。彼女は、街中のオフィスで仕事をしていて部下もいる立場。忙しいらしく残業も多い。愛煙家。5月生まれのAB型。
小山田 善爾（おやまだ ぜんじ）
声 - 石田彰
小沢と同じマンションに住む青年。おっとりした性格で眼鏡を掛けている。彼の住まいは親しい友人に煩悩寺と呼ばれている。名前の由来は、彼の実家がお寺ということと、彼の兄から部屋に送られてくる煩悩の塊の混沌とした品々のため。小沢の無邪気な面に惹かれる。普段は受身な彼だが、小沢のことに関しては積極的な一面を見せる。作中で、女性と手を繋いだのが学生のフォークダンス以来と言っているが、女性経験は皆無ではない描写があるためそれなりの経験は積んでいた模様。仕事は在宅プログラマー。2月生まれのA型。
島本 ヒロキ（しまもと ヒロキ）
声 - 柿原徹也
小山田の親友。小山田からは「島ぽん」と呼ばれることが多い。小山田と小沢のことをからかいつつも応援する。麻雀やスロットが好き。一人暮らしが長いせいか、料理が上手い。8月生まれのO型。
小山田 聡（おやまだ さとし）
善爾の兄。30歳になったら実家の寺を継ぐが、それまでは好き勝手に生きて煩悩の限りを尽くすと旅に出ている。善爾の部屋に混沌とした品々を送り続ける。
作中ではっきりと顔が映ったことが無く、携帯で撮られた際もピンボケしていた。
ナレーション
声 - 津田健次郎
ボイス付き携帯コミックにおけるナレーター。原作には未登場。ナレーターというよりはツッコミ役に近い。
渡部（わたなべ）
小沢の同僚で、仲の良い友人でもある。眼鏡をかけた女性。
真田（さなだ）
声 - 津田健次郎
小沢の上司。役職は課長。男性。

## 書誌情報
- 『煩悩寺』 メディアファクトリー〈MFコミックス フラッパーシリーズ〉、全3巻
  1. 第1巻 - 2010年8月23日発売 ISBN 978-4-8401-3357-9
  2. 第2巻 - 2011年12月22日発売 ISBN 978-4-8401-4081-2
  3. 第3巻 - 2012年12月22日発売 ISBN 978-4-8401-4774-3

## 関連商品

### ボイス付き携帯コミック
メディアファクトリーより配信
- 第1話 - 第5話 - 2010年8月23日配信開始